# 蕾努·亚达夫
蕾努·亚达夫（英語：Renu Yadav，？—），印度外交官，现任印度驻巴勒斯坦国代表。

## 经历
蕾努·亚达夫出生于德里。她拥有德里大学德里经济学院的经济学研究生学位，并持有浦那共生研究所的工商管理研究生文凭，主修金融专业。
2013年加入印度外事服务。亚达夫女士的首个外交任务是在印度驻埃及大使馆任职，除履行大使馆的其他职责外，她还在开罗美国大学获得了阿拉伯语高级文凭。随后，她在印度驻巴林大使馆担任二等秘书、一等秘书，负责行政、媒体、教育和政治事务。後任印度外交部西亚和北非司的處長，负责摩洛哥、阿尔及利亚、突尼斯、利比亚和吉布提事务。
2023年起任印度驻巴勒斯坦代表。

## 个人生活
蕾努·亚达夫精通英语、印地语和阿拉伯语。与丈夫拉金德拉·辛格·亚达夫（Rajendra Singh Yadav）育有一女。